# Melissa Tapper
Melissa Tapper (Hamilton, Victoria, 1 maart 1990) is een Australisch professioneel tafeltennisster. Zij speelt linkshandig met de shakehandgreep.
Tapper heeft erbse parese in haar rechterarm.
Zij nam namens haar land deel aan de Olympische Zomerspelen 2016 en 2020. Ook nam zij deel aan de Paralympische Zomerspelen 2012, 2016 en 2020.